# Balto - Il mistero del lupo
Balto - Il mistero del lupo (Balto II: Wolf Quest) è un film d'animazione direct-to-video del 2002 prodotto e diretto da Phil Weinstein, sequel di Balto (1995). Il film fu prodotto dalla Universal Cartoon Studios, con l'animazione realizzata dalla Wang Film Productions, e uscì negli Stati Uniti in VHS e DVD-Video il 19 febbraio 2002. È stato trasmesso in televisione anche col titolo Balto 2 - Il mistero del lupo. La trilogia si concluderà con Balto - Sulle ali dell'avventura (2004).

## Trama
Balto e Jenna sono diventati genitori di sei cuccioli. Nel frattempo Balto è tormentato da un incubo ricorrente in cui insegue un corvo nella foresta e sul ghiaccio, di cui non comprende il significato. Quando i cuccioli sono cresciuti i genitori li portano nel centro di Nome per darli in adozione a nuovi padroni. Tutti i cuccioli vengono adottati tranne una cucciolotta di nome Aleu, l'unica della cucciolata ad avere maggiormente ereditato dal padre i tratti di lupo, e che viene quindi cresciuta da Jenna, Balto e Boris. Balto capisce che è l'unica figlia sua che non ha trovato una sistemazione, ma capisce che ella deve seguire ciò che vuole per essere felice.
Dopo un anno, la cagnolina è ormai adulta e, dopo l'incontro con un cacciatore durante una sua scampagnata nel bosco, Aleu si rende conto che non verrà mai accettata per la sua somiglianza ad un animale selvatico. Sconvolta, scappa sulle montagne e inizia così per lei un viaggio alla scoperta della sua vera natura e Balto, capendo che il corvo del suo sogno lo voleva guidare da Aleu, parte alla sua ricerca. Durante il viaggio Balto incontra gli animali presenti nel sogno antecedente alla sua partenza i quali sono i suoi "ostacoli": la volpe (che rappresenta l'astuzia), i ghiottoni (la paura) e l'orso (la conoscenza profonda). Ritrovata sua figlia, Balto e Aleu si imbattono in un branco di lupi capitanati da Nava, un anziano lupo-sciamano, che si rivela essere il responsabile del sogno ricorrente di Balto, messo in atto per farlo arrivare al branco col fine di fargli prendere il posto della sua defunta madre, la precedente lupa capobranco, come profetizzato dalla loro divinità Aniu.
A Balto viene chiesto di guidare i lupi sullo stretto di Bering attraverso un pericoloso ponte formato da blocchi di ghiaccio per giungere in Russia, dove troveranno i caribù loro prede, dovranno però vedersela con Niju, un lupo malvagio e assetato di potere che vorrebbe essere il capobranco ritenendo che Nava sia un debole e per questo è sempre in conflitto con quest'ultimo. Cercherà a tutti i costi di impedire al branco di raggiungere la Russia, ma quando gli si presenterà l'occasione di diventare il capobranco verrà sopraffatto dalla paura e andrà via dicendo di non poter mai lasciare quella terra, lasciando il branco alla deriva su un iceberg.
Con Balto ormai addomesticato e Nava troppo debole ed anziano, Aleu capisce che non è suo padre il lupo ibrido predetto da Aniu come capobranco, ma è invece lei stessa. Aleu compie quindi il suo destino e parte con il branco di lupi diventandone capo e guidandoli saggiamente attraverso lo stretto, mentre Balto torna a Nome da Jenna e dai suoi amici, soddisfatto di vedere che anche la sua ultima figlia ha trovato una sistemazione felice. Il film si chiude con la rivelazione che il corvo, apparso nei sogni di Balto, è Aniu, il quale a sua volta è proprio lo spirito della defunta madre di Balto.

## Personaggi e doppiatori
| Personaggi  | Doppiatori originali | Doppiatori italiani |
| ----------- | -------------------- | ------------------- |
| Jenna       | Jodi Benson          | Lisa Mazzotti       |
| Nava        | David Carradine      | Enrico Maggi        |
| Aleu        | Lacey Chabert        | Patrizia Mottola    |
| Niju        | Mark Hamill          | Claudio Moneta      |
| Balto       | Maurice LaMarche     | Giorgio Bonino      |
| Muru        | Peter MacNicol       | Daniele Demma       |
| Boris       | Charles Fleischer    | Pietro Ubaldi       |
| Terrier     | Rob Paulsen          | Luca Sandri         |
| Sumac       | Rob Paulsen          | Gianluca Iacono     |
| Dingo       | Nicolette Little     | Monica Bonetto      |
| Saba        | Melanie Spore        | Patrizia Scianca    |
| Muk         | Kevin Schon          | Luigi Scribani      |
| Luk         | Kevin Schon          |                     |
| Cacciatore  | Joe Alaskey          | Diego Sabre         |
| Nuk         | Joe Alaskey          | Diego Sabre         |
| Aniu        | Monnae Michaell      | Paola Della Pasqua  |
| Volpe       | Mary Kay Bergman     | Stefania Patruno    |
| Ghiottone 1 | Kevin Schon          |                     |
| Ghiottone 2 | Rob Paulsen          |                     |
| Ghiottone 3 | Mary Kay Bergman     |                     |
| Yak         | Jeff Bennett         | Riccardo Rovatti    |